# Coj-Peda
Coj-Peda, též Coj-Pede (rusky Цой-Педе, Цой-Педa, čečensky ЦIайн-пхьеда, v českém překladu Sídlo boha, Boží příbytek ) je někdejší historické sídlo v horní části údolí Malchista v nejvýše položené, jižní části okresu Galan-Čož v Čečensku. Coj-Peda je jednou z největších středověkých nekropolí v oblasti Kavkazu.

## Geografie
Coj-Peda se nachází v severovýchodní oblasti Velkého Kavkazu nedaleko od gruzínských hranic, asi 40 km jihozápadně od Itum-Kali, správního centra stejnojmenného okresu v Čečenské autonomní republice Ruské federace. Nekropole a pozůstatky někdejšího aulu leží na těžko přístupném skalním ostrohu na soutoku ledovcové říčky Meši-Chi (rusky Мешехи) a řeky Argun (čečensky ЧІаьнтий-Орг). Ostrožna, směřující od severu k jihu, je ze tří stran absolutně nedostupná, pouze na severu je spojena úzkou skalnatou šíjí s úpatím horského hřebene Kore-Lam.

## Památky
Podle historických výzkumů starobylé sídlo Coj-Peda existovalo na ostrožně nad řekami Meši-Chi a Čanty-Argun již od 5. století n. l. V Coj-Pedě je celkem 46 památkových objektů a staveb, přičemž většinu tvoří zděné středověké hrobky (tzv. sluneční mohyly – малх-кешнаш) ze 13. a 14. století. Dále se zde nacházejí dva pohanské obětní sloupy a dvě obranné věže. 

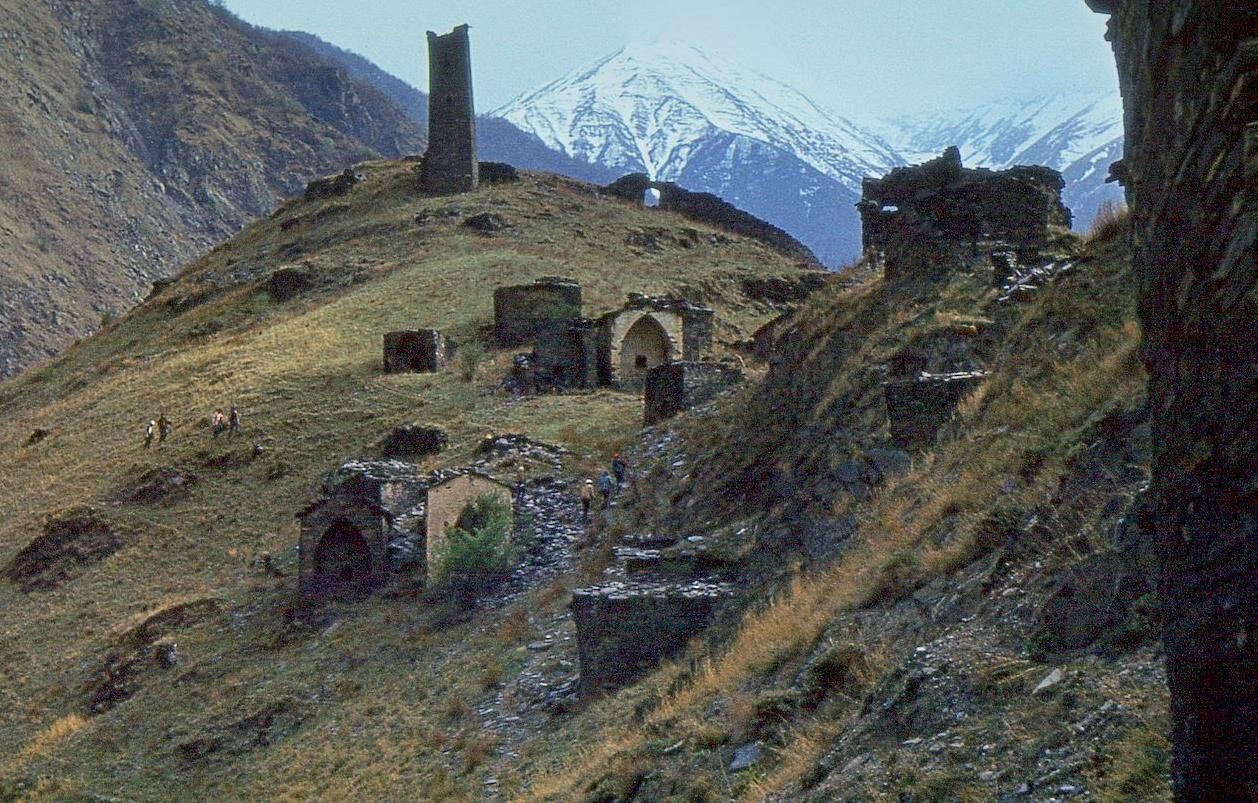
Coj-Peda s panoramatem pohraničních vrcholů Velkého Kavkazu

Vchod do nekropole je zabezpečen ochrannými vyobrazeními svastik, křížů a slunečních spirál. Nad pohřebištěm se tyčí obranná věž (Каш бIов), vyzdobená mozaikou. Na šedém pozadí stěny věže je pomocí světlých kamenů zpodobněna rozkročená lidská postava s rozpaženýma rukama – pravděpodobně jde o obraz sv. Jiří.
Za přehrazující zdí, která byla přistavěna k věži, se kdysi nacházel starobylý aul Coj-Peda. Na jeho jižním okraji, přímo nad skalním srázem, stojí druhá obranná věž, střežící vstup do soutěsky Malchista ze strany Gruzie. Na jaře roku 2013 bylo zjištěno, že statika objektu je v kritickém stavu a že této věži hrozí zřícení.
Památkový komplex v Coj-Pedě je na seznamu objektů kulturního dědictví národů Ruské federace evidován pod číslem 2010008000 jako Malchastinské město mrtvých Coj-Peda (МАЛХАСТИНСКИЙ ГОРОД МЕРТВЫХ ЦОЙ-ПЕДЕ). Do oficiální evidence kulturních a historických památek RSFSR byla nekropole v Coj-Pedě zařazena 4. 12. 1974.

## Dostupnost
Do správního střediska sousedního okresu Itum-Kali lze dojet z Grozného maršrutkou, dále pak je nutno pokračovat pěšky, případně využít služeb místních obyvatel. Pro vstup do pohraniční zóny bylo donedávna nutno předem požádat ruskou Federální bezpečnostní službu (Федеральная служба безопасности Российской Федерации  – ФСБ) o povolení.